# Iosif Brociner
Iosif Brociner (n. octombrie 1846, Iași - d. 1918) a fost un publicist, conducătorul comunități evreiești din Iași, conducătorul comunități evreiești din Galați, unul din primii membri ai organizației sioniste Hovevei Țion din România.

## Date familiale și anii de tinerețe
Iosif Brociner era fratele lui Marcu Brociner, Mauriciu Brociner și Andrei Brociner. Cei patru frați erau fiii lui Idel Ber Brociner, evreu cu educație modernă, care era nepotul rabinului Avraham David Brander, cunoscut ca Rabinul din Buczacz, în Galiția.
A studiat dreptul la Liceul Național din Iași (până în 1871). Între anii 1868 -1870 a colaborat la revista Junimei, Convorbiri literare. A tradus în română din versurile lui Heinrich Heine și Gottfried August Bürger.
În anul 1868 a fost primit ca membru în filiala din Galați a Lojii francmasonice Grand Orient de France, ajungând la rangul cel mai înalt în ierarhia - al 33 -lea. În anii 1873-1874 a publicat în ziarul evreiesc Vocea Apărătorului o serie de articole în care a criticat politica oficială de îndepartare a evreilor din instituțiile vieții publice din România.
O vreme a trăit la Alexandria, în Egipt, apoi la Pisa, în Italia.

## Activitatea pe plan comunitar
Aflat din 1876 la conducerea comunității evreiești din Galați, ca primul ei președinte, a participat împreună cu dr. Leopold Stern la conferința de la Paris a Alianței Israelite Universale.
În zilele Războiului de Independență a României (1877-1878) Iosif Brociner a fost secretarul comitetului responsabil cu întreținerea ambulanțelor necesare pe câmpul de luptă. 
După terminarea râzboiului, în vremea dezbaterilor de la Conferința de la Berlin, Brociner a fost activ în eforturile de a obține încetățenirea evreilor din România.
A vizitat în două rânduri, împreună cu dr. Adolf Stern și apoi cu fratele său Marco Brociner, comunitățile evreiești din Budapesta, Viena, Berlin și Paris, pentru a se asigura de susținereaacestora. De asemenea a participat, împreună cu Benjamin Peixotto, la o nouă conferință a Alianței Israelite Universale la Paris în anul 1978. În 1879 l-a însoțit pe ministrul de externe român Vasile Boerescu la întâlnirea acestuia cu liderul Alianței Israelite Universale, Adolphe Crémieux, într-o încercare de a ajunge la o înțelegere în privința acordării de drepturi cetățenești evreilor din România.
Iosif Brociner era împăcat cu ideea unui compromis, care să permită acordarea cetățeniei române la început unui număr de câteva mii de evrei, urmând ca acest prim pas să deschidă noi opțiuni pentru viitor, dar până la urma strădaniile lui nu au avut succes.
În acelaș timp el s-a numărat printre primii susținători ai mișcării presioniste regionale „Hovevei Tzion” din România și a redactat un statut al reașezării agricole evreiesti în Palestina (Eretz Israel). În 1884 a îndeplinit funcția de vicepreședinte al comitetului Hovevey Tzion din Galați. De asemenea, a fost activ în organizația evreiască Bney Brit.
În 1893, la solicitarea primului ministru Lascăr Catargiu, a pregatit un proiect de propunere pentru organizarea legală, funcționarea și recunoașterea oficială a comunităților evreiesti sub forma unor asociații în spirit modern și a unor consilii religioase. Acest document a obținut sprijinul ministrului de interne Vasile Lascăr, dar a fost respins de Parlament în anul 1897.
În anul 1893 Iosif Brociner a organizat la Galați un prim congres al comunităților evreiești, iar în 1901, la un al doilea congres la Iași, a înființat o Uniune a Comunităților Israelite din România, care însă nu a funcționat multă vreme.
În anul 1908 a întemeiat o Societate a Israeliților Români, al cărei obiectiv era difuzarea de informații asupra istoriei și indigenității evreilor din Romania, inclusiv demonstrarea existenței acestei minorități vreme de sute de ani pe teritoriile românești, încă din Evul Mediu. În scopul promovării acestui obiectiv, Brociner a strâns și publicat numeroase documente, care însoțesc, între altele, scrieri ca de exemplu Chestiunea Israeliților Români, apărută în anul 1910.

## Scrieri
- 1879 - Die Judenfrage in Rumänien und Ihre Lösung gemäss den internaționalen Verträgen, București
- 1892 - Chestiunea Epitropielor Așezămintelor filantropice israelite din Seară, Galați
- 1896 - Memoriu și documente istorice despre comunitățile israelite în România, Galați
- 1901 - Chestiunea evreilor pămînteni, Iași,
- 1910 - Chestiunea israeliților români, Partea I-a pînă la anul 1848. București, 1910,
- 1910 - Chasidismul în România,
- 1911 - Drepturile Evreilor-Dobrogeni, București
- 1911 - Chestiunea evreiască așa cum este ea rezolvată, București
- 1913 -  Chestiunea Evreiască și Evreii sub drapel, București
- - „Misiunea lui Theodor Herzl”,
- - „Colecția documentelor comunității”
- 1913 - „Două definiții suprimate și una adevărată în chestiunea israeliților români București.
- 1916 - Chestiunea evreilor români "un marché allemand", București.
- 1918 - Die Frage der rumänischen Israeliten-Ihre politische und rechtliche Lage. Bucarest, 1917. 18 p. (Chestiunea israeliților români, starea lor politică și de drept și soluțiunea dată prin Tratatul de pace din București, 1916. București)